# Каштаново-кленова алея (пам'ятка природи)
Кашта́ново-клено́ва але́я — ботанічна пам'ятка природи місцевого значення в Україні. Об'єкт природно-заповідного фонду Хмельницької області. 
Розташована в межах Хмельницького району Хмельницької області, в смт Антоніни.
Площа 1,5 га. Статус присвоєно згідно з рішенням 9 сесії обласної ради від 11.07.2007 року № 23-9/2007. Перебуває у віданні: Антонінська селищна рада.
Статус присвоєно для збереження алеї вікових дерев каштана і клена. Довжина алеї — понад 200 метрів. Алея розташована навпроти центрального входу до парку-пам'ятки садово-паркового мистецтва загальнодержавного значення «Антонінський» і є залишком колишньої садиби Потоцького.

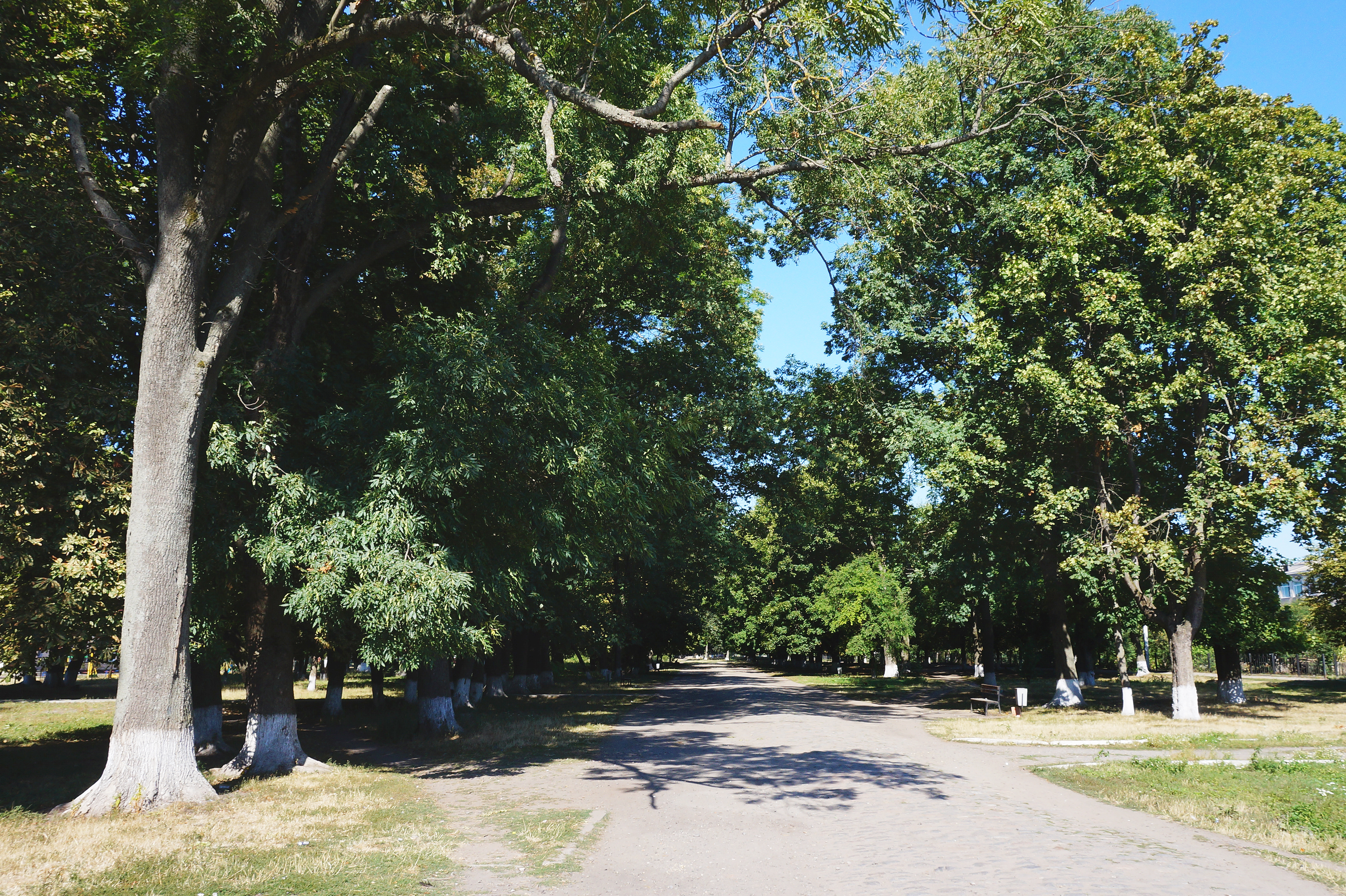
Каштаново-кленова алея